# FENCE OF DEFENSE (アルバム)
『FENCE OF DEFENSE』（フェンス・オブ・ディフェンス）は1987年6月21日にリリースされたFENCE OF DEFENSEの1stアルバム。発売元は EPIC・ソニー。

## 解説
スタジオ・ミュージシャン、TM NETWORKのサポートなどで既に業界に広く知られていた北島健二、西村麻聡、山田亘が1985年6月に結成したFENCE OF DEFENSEのデビュー・アルバム。シングル「フェイシア」が同時リリースされた。
楽曲のタイトルにはディープ・パープルやクリームの引用、パロディが見られ、バンドとしては新人ながらプロミュージシャンとして豊富なキャリアを有する、彼らならではの遊び心も込められている。
なお、作品には明記がないが後に「FENCE OF DEFENSE II」、「FENCE OF DEFENSE III 2235 ZERO GENERATION」……とバンド名に枚数を冠したアルバムが続く事から、この作品を特に「〜〜ファースト」と呼称することもある。
ジャケットやブックレットは、白色を基調としている。

## 収録曲
| 全作曲: 西村麻聡、全編曲: FENCE OF DEFENSE。 |                                  |                  |            |      |
| #                                            | タイトル                         | 作詞             | 作曲・編曲 | 時間 |
| 1.                                           | 「INTRODUCTION (AB-O-RIGI-NAL)」 |                  | 西村麻聡   | 0:56 |
| 2.                                           | 「BURN」                         | FENCE OF DEFENSE | 西村麻聡   | 4:41 |
| 3.                                           | 「STRANGE BLUE」                 | 柳川英巳         | 西村麻聡   | 5:19 |
| 4.                                           | 「PLASTIC AGE」                  | 柳川英巳         | 西村麻聡   | 3:45 |
| 5.                                           | 「DEEP BLUE EYES」               | K.INOJO          | 西村麻聡   | 5:45 |
| 合計時間:                                    | 合計時間:                        | 合計時間:        | 20:26      |      |

| #         | タイトル           | 作詞             | 作曲・編曲 | 時間 |
| --------- | ------------------ | ---------------- | ---------- | ---- |
| 6.        | 「NIGHTLESS GIRL」 | 柳川英巳         |            | 5:25 |
| 7.        | 「MISTY」          | 柳川英巳         |            | 5:28 |
| 8.        | 「EMOTIONAL WAY」  | FENCE OF DEFENSE |            | 4:24 |
| 9.        | 「FATHIA」         | FENCE OF DEFENSE |            | 5:23 |
| 合計時間: | 合計時間:          | 合計時間:        | 20:40      |      |

## 楽曲解説
1. INTRODUCTION (AB-O-RIGI-NAL)
2. BURN
3. STRANGE BLUE
4. PLASTIC AGE
  - 同年9月26日、2ndシングル『NIGHTLESS GIRL』カップリング曲としてシングル・カット。
5. DEEP BLUE EYES
6. NIGHTLESS GIRL
  - 同年9月26日、2ndシングルとして『ナイトレス・ガール』の表記でシングル・カット。
  - 近藤真彦によって歌詞を一部変更したうえでカバーされ、同年11月26日に発売されたアルバム『FOR YOU 抱擁』に『Nightless Girl』の表記で収録。1989年2月3日発売のシングル「夕焼けの歌」では、リミックスを施した『Nightless Girl（Remix Single Version）』がカップリング曲として収録されている。
  - また、SMAPによっても、サビの歌詞を変更したうえでカバーされている。
7. MISTY
8. EMOTIONAL WAY
  - 1stシングル『フェイシア』のカップリング曲。
9. FATHIA
  - 1stシングル。